# زردآلوی منچوری
زردآلوی منچوری (نام علمی: Prunus mandshurica) نام یک گونه از سرده پرونوس است.